# إيما روبرتس
إيما روز روبرتس (بالإنجليزية: Emma Roberts) ممثلة ومغنية أمريكية، مواليد 10 فبراير 1991. حاصلة على جائزة الفنانة الشابة عام 2007 لأفضل ممثلة شابة في دور مساند عن فيلم الزمردة. وقد أُشتهرت لدورها في مسلسل غير رائع، والدها هو الممثل إريك روبرتس وعمتها هي جوليا روبرتس.
في عامي 2008 و2009 بدأت روبرتس أدوار بطولة في عدة أفلام كان أولها فيلم الطفل الجامح، تبعه مذكرات مراهقة فاقدة الذاكرة. روبرتس ظهرت في عام 2009 في الفيلم العائلي فندق للكلاب والموسم الفائز. أفلام روبرتس القادمة تشمل فيلم الدراما والإثارة اثنا عشر وفيلم الرعب جريم الطول: 5 أقدام 2 بوصة

## النشأة
ولدت روبرتس في نيويورك بـالولايات المتحدة، وهي إبنة الممثل إريك روبرتس وصديقته آنذاك كيلي كننغهام. لروبرتس أخ وأخت غير شقيقين من أمها، هما مورغان سيمونز وكيتون سيمونز. وهي إبنة أخ الممثلة جوليا روبرتس والممثلة ليزا روبرتس جيلان. وقالت روبرتس في مقابلة «أردت دائماً أن أمثل منذ أن كنت صغيرة، ولكن أمي لم تريدني أن أمثل في عمر صغير، لهذا فإنه أمر لطالما أردت القيام به».

## التمثيل

### 2001-2005: البدايات وغير رائع
في طفولتها قضت روبرتس الكثير من الوقت في مواقع تصوير الأفلام التي قامت عمتها جوليا روبرتس ببطولتها، وأثارت هذه التجارب رغبة التمثيل في روبرتس من سن الخامسة، أرادت أن تعمل في مجال أبيها وعمتها، وقالت روبرتس في مقابلة لها: «لقد كنت في مواقع التصوير منذ كنت صغيرة، وكبرت فيها وهذا شيء كنت أريد دائما أن أعمل فيه كان يبدو طبيعياً جداً بالنسبة لي». على الرغم من أن والدتها كانت تريد لها في البداية أن تحظى بطفولة طبيعية. مثلت ايما لأول مرة في الفيلم الدرامي ضربة الذي كان أول فيلم على الإطلاق أجرت فيه تجربة أداء. في الفيلم لعبت دور كريستينا جونغ إبنة مهرب الكوكايين جورج جونغ الذي لعب دوره الممثل جوني ديب. والفيلم للأعمار فوق الـ 18، وقيل أن والدتها لم تسمح لروبرتس برؤيته قبل بلوغها سن الثامنة عشرة. المخرج تيد ديم أصدر نسخة خاصة تتضمن المشاهد التي ظهرت فيها، وفي عام 2001 روبرتس أيضا كان لها دور في الفيلم القصير حب كبير (والذي لعب بطولته أيضا زوج أمها المستقبلي كيلي نيكل)، ولعبت في مشاهد إضافية في بعض مشاهد تبرز عمتها الممثلة جوليا روبرتس في محبوبي أمريكا.
أخذت تظهر في أدوار أصغر في فيلمين عائليين، في عام 2002 بطل كبير كأخت الشخصية الرئيسية بادي (جاكوب فيشر)، وعام 2003 في شريك جاسوس، في شخصية بنت عميل سري سابق مايك ماغغينز (كريس بوتر) المخطوفة والذي يحاول إنقاذها بمساعدة من قرد جاسوس. مُنحت دوراً بمسرحية البعيد كندا، يليها الإفراج عن دي في دي في نيسان / أبريل 2006. في آب / أغسطس 2003، كان من المقرر أن تمثل روبرتس في فيلم مستقل الإنتاج يدعى ديزي وينترز من بطولتها جنباً إلى جنب مع رايتشل وايز. لكن الفيلم الذي كان أول دور بطولة لروبرتس لم يبدأ تصويره أبداً لمشاكل مالية. في عام 2004 أصبحت روبرتس معبودة المراهقين في سن الثالثة عشرة بتأديتها شخصية آدي سينغر الرئيسية في المسلسل غير رائع، والذي ظهر لأول مرة في أيلول / سبتمبر 2004 على قناة نكلوديون. نكلوديون أرادت أن تعطيها الدور منذ البداية، وبسبب كوميديا المراهقين هذه، حصلت روبرتس على ترشيح من أجل جوائز اختيار المراهقين وعدد من ترشيحات جائزة الفنان الشاب. والسلسلة التلفزيونية أصبحت البرنامج الأكثر مشاهدة في الشبكة، وسرعان ما بدأوا بتحضير موسم ثاني، وكان المسلسل أيضاً من أكثر البرامج مشاهدة بين الأطفال من عمر 9 إلى عمر 14، واستمر البرنامج لمدة ثلاثة مواسم 2004-2007 وبث42 حلقة، وانتهى الموسم الثالث بتاريخ 16 ديسمبر 2007.
السلسلة التلفزيونية التي تركز على آدي سينجر (روبرتس) في الصف السابع التي حياتها «غير رائعة» وتكتب أغاني عن حياتها، آدي تعتمد على صديقيها جينا فابيانو (مالس جو)وزاك (جوردان كالووي). وتضمن المسلسل بعض فيلم تلفزيوني مثل اللحظة المثالية التي عرضت لأول مرة على قناة نكلوديون بتاريخ 6 أكتوبر 2006. والفيلم التلفزيوني مركز على آدي محاولة إخبار جايك بانه يعجبها فتذهب إلى الحي الصيني مع زاك وجينا لتصل إلى الزفاف حيث جايك موجود.
ثاني فيلم تلفزيوني عرض لأول مرة بتاريخ 16 ديسمبر 2009 بعنوان الرحلة الأفضل ويركز الفيلم على آدي محاولة منع زاك وجينا من أن يصبحا حبيبين بينما جايك حبيب آدي يحاول أن يجمع بينهما مما يؤدي إلى حصول اضطرابات بين الأصدقاء الأربعة.
في عام 2004 روبرتس ظهرت كضيفة ممثلة في برنامج آخر من برامج نكلوديون المحبوبة وهو درايك وجوش، كانت روبرتس في حلقة «مجلس الشرف» الذي قامت فيه بدور آدي قاضية في محاكمة لمعرفة ما إذا دريك ينبغي أن يكون مذنباً لأنه وضع سيارة معلمته في الصف الدراسي، وإذا كان ينبغي أن يفصل في ذاك العام الدراسي بسبب شخصيتها التي كانت تؤلف الأغاني وتعزف على الجيتار في (غير رائع)، نظرت نكلوديون في إمكانية مهنة موسيقية لروبرتس، لتصبح مثل بعض الممثلات ومغنيات البوب كـ هيلاري داف وليندسي لوهان. وقالت روبرتس أن أحد الأشياء التي تتمتع بها في (غير رائع)هو: «إن العمل بالمسلسل ممتع جداً الجميع مثلي والأطفال والجميع، كلنا نتفق معاً وكلنا أصدقاء حميمون كما يمكنني أن أختار الكثير من الملابس التي أرتديها في المسلسل وذلك ممتع جداً».كما قالت روبرتس لتبين أن واحداً من حلقاتها المفضلة هي: «لقد استمتعت كثيراً بتصوير الحلقة التي تكون آدي فيها مخرجة المسرحية حيث يتحول كل شيء إلى كارثة وتتوتر كثيراً، تلك حلقة مسلية جداً، أحببتها كثيراً وقضيت فيها وقتاً ممتعاً».

### 2006-2008: زمردة ونانسي درو
عادت روبرتس إلى الشاشة الكبيرة عام 2006 في فيلم الزمردة بطولتها مع سارة باكستون والمطربة جوجو. روبرتس حصلت على جائزة الفنان الشاب لعام 2007 لأفضل ممثلة مساندة شابة لدورها في ذلك الفيلم. زمردة إحتل المركز الخامس في شباك تذاكر نهاية ذلك الأسبوع جامعاً مبلغ 8 ملايين دولار. بعد زمردة، كان من المقرر أن تكون نجمة معسكر الأزياء الراقية التي تنتجها والدتها، «كننغهام كيلي» وبراس والعصي (استناداً إلى الكتاب الذي يحمل نفس الاسم من تأليف (سارة ميلنوسكي)، ولكن لم يبدأ أياً من الفيلمين الإنتاج الكامل. وفي أوائل عام 2006، انتهت روبرتس من تصوير فيلمها نانسي درو وكانت شخصيتها نانسي درو نفسها. وبدأ عرض الفيلم في دور السينما يوم 15 يونيو من عام 2007، وحقق أكثر من 7 ملايين في افتتاحه في مطلع الأسبوع على الرغم من أن الفيلم لم يستقبل استقبالاً حسنا من قبل النقاد.
وقالت روبرتس عن دورها نانسي درو: «نعم، إذا أردت جذب الانتباه لي فهو نوع من التحدي، ولكني قرأت نص الفيلم وأحببته، واحببت الشخصية، والفكرة كلها كما اخترعت شخصية نانسي درو في الثلاثينيات فهي قديمة جداً، ولكن في الفيلم شخصيتها تبقى كما كانت في الكتاب، مع بعض التحديثات عليها، ونعم، أنا أحب الألغاز وأحب فكرة التحقيق بأجمالها لأنها ممتعة». روبرتس ربطت نفسها بالشخصية قليلاً: «أوه أقصد نحن على حد سواء طموحتين ومصممتين ولكنها أكثر هوساً مني بالتنظيف والترتيب». وفي 15 مايو 2006، ظهرت روبرتس في برنامج انخدعت على قناة إم تي في مع مغني البوب تيدي غايغر.
في ديسمبر 2007 بدأت روبرتس بتصوير فندق للكلاب. في عام 2008 روبرتس كان لها دور لأول مرة في التعليق الصوتي عندما اعرب عن النسخة الإنكليزية من شخصية ويلما في فيلم الصور المتحركة عبر الكومبيوتر، في فيلم الرسوم المتحركة الطيران قبل عيد الميلاد. لعبت روبرتس دور البطولة إلى جانب الكوميدي نورم ماكدونالد. الفيلم كان أفرج عنه مباشرة إلى قرص الفيديو الرقمي في الولايات المتحدة يوم 28 أكتوبر 2008. وقالت روبرتس عن دورها في الفيلم أن: «إنه فيلم رسوم متحركة، وهو شيء رائع لأنني لم أمثل عن طريق صوتي من قبل، ولهذا كان مجرد القراءة لي مع نفسي، وهو مضحك لأني كممثلة، تعودت على العمل مع أشخاص آخرين. أقدم صوتي لابنة مقرض بيضاء صغيرة تدعى ويلما. إنها وقحة جدا وهي واحدة من الشخصيات التي يكون الرنة يلتقي بها أثناء بحثه عن والده، وهو يعتقد أن والده قد يكون واحداً من حيوانات الرنة التي تعمل لبابا نويل. إنه فيلم ممتع حقاً، ولقد تمكنت من الغناء فيه». كما لعبت روبرتس دوراً رئيسياً في شريك جاسوس بدور إميليا ماغينز، ابنة الشخصية البطلة.

### 2009 إلى الوقت الحاضر: فندق للكلاب والحياة مع المرض لايم
في عام 2009، لعبت روبرتس دور البطولة إلى جانب جيك ت. أوستن في فندق للكلاب استنادا إلى رواية لويس دنكان. الفيلم عرض لأول مرة في 15 يناير 2009 وأفرج عنه لدور العرض يوم 16 يناير عام 2009 واحتل المركز الخامس في شباك التذاكر في مكان افتتاحه في مطلع الأسبوع مع أكثر من 17 مليون دولار. كان الفيلم قد حقق حتى الآن أكثر من 114 مليون دولار، وتلقى انتقادات مختلفة من النقاد منها الجيد والسيئ. لعبت روبرتس دور البطولة في فيلم الطفل الجامح، الذي يتحدث عن مراهقة متمردة من ماليبو أرسلت إلى مدرسة داخلية في إنكلترا. وانتهى إنتاج الفيلم في أواخر 2007، وأفرج عنه في 15 أغسطس 2008 في المملكة المتحدة. وصفت إيما شخصيتها بأنها البنت الاجتماعية المدللة من ماليبو التي تشحن إلى مدرسة داخلية بإنكلترا. كما وصفت روبرتس الفيلم وشخصيتها على النحو التالي: إنها أميرة من ماليبو لا تتفق جيداً مع والدها بسبب تصرفها السيئ فيشحنها إلى مدرسة داخلية بإنكلترا. أنها قصة ظريفة جدا وأنا متحمسة جداً لأنني سأصور المشاهد في لندن طوال الصيف. وقالت روبرتس أيضاً من السبب أنها اختارت أن تلعب شخصية بوبي في الطفل الجامح هو أن: «أنا أحب الأفلام مثل فتيات شريرات وجاهل وهذا حقا ذكرني بأني لم أؤد مثل هذا الطابع من قبل -- أنا دائما لعبت دور الفتاة اللطيفة، لذلك كان من الرائع أن ألعب شخصية مختلفة جداً. كما قالت روبرتس:» أنا ألعب دور فتاة لئيمة في مدرسة داخلية في إنكلترا«، كما أن» الطابع وقح جدا وأنا يمكن أن أصبح أحيانا وقحة قليلا. «روبرتس لعبت دور البطولة في الحياة مع المرض لايم مع أليك بالدوين، الذي عرض لأول مرة في 2008 مهرجان تورونتو السينمائي الدولي. وقالت روبرتس أن الحياة مع المرض لايم هو» مزيج بين الجمال الأمريكي وعاصفة الجليد «، ولها أن تفعل من أجل التفكير في الفيلم هو أن» بعض الناس ينظرون إلي واعتقد، أنها مجرد ابنة شقيق جوليا روبرتس. لذلك أردت أن تفعل شيئا أصغر حجما وأكثر تنرفزا، شيء من شأنه أن يظهر أنا حقا أشعر ممثلة.
كما وصفت روبرتس شخصيتها في الحياة مع المرض لايم: «آدريانا حقا فتاة نموذجية. أعتقد أن الجميع يعرف نوع آدريانا وهي فتاة تكبر، وأنا كنت أشبهها قليلاً فإني أتذكر عندما كنت في سنها، سن الخامسة أو السادسة عشر، حيث كنت أصاب بنوع من الإحباط لأني لم أعرف إذا كنت يجب أن أبدو أكبر أو أتصرف حسب سني، أو إذا كنت من المفترض أن أبدو مثيرة أو ظريفة أو أي شيء. أتمكن من المؤكد أن أشبه نفسي بها». كما قالت روبرتس أنها اختارت الدور لأن: «كنت قد انتهيت للتو من فندق للكلاب، وأنا أردت أن أفعل شيئاً مختلفاً تماماً. لذلك النص[نص الحياة مع المرض لايم] كأنه خرج للتو من العدم، وقرأته وأنا حقا أحببته. التقيت ديريك وأنا أعجبت به كثيراً. وكان طاقم التصوير رائعاً. كان شيئا أردت حقا أن أكون جزءاً منه؛ عندما تريد أن تكون جزءا من شيء مثل هذا، فسوف تفعل ما يريدونك أن تفعل. كما قالت روبرتس في الفيلم:» أنا حقا أحببت مادة الفيلم، وأحببت الناس المشاركين في السيناريو، وأنا فقط أردت أن أكون جزءاً منه، وأنا الآن في الثامنة عشر من عمري، ولذا فإنني أعتقد أنه من المناسب لعمل شيء أكثر نضجاً«. وقالت روبرتس في مقابلة مع مجلة فانيتي فير بأن: أحب أن أفعل دور آخر مماثل لشخصيتي في الحياة مع المرض لايم، فقد كان طابع الفيلم مسلي جداً. أحب أن أمثل في فيلم إثارة، وأحب القيام بدور مثل كيت هدسونفي تقريبا مشهور، لأن هذا هو فيلمي المفضل. أريد فقط أن تحاول أن أفعل أشياء جديدة، وأفاجئ الناس بأدوار مختلفة وجديدة».
ومن المقرر أن يتم جمع شمل روبرتس مع مخرج نانسي درو آندرو فليمينغ من أجل تصوير فتاة مسابقات رعاة البقر، وجزء آخر لـ نانسي درو، ولكن وضع الفيلمان قيد التأجيل. كما تم اختيارها للعب بدور رئيسي في الموسم الفائز الكوميديا التي تدور أحداثها حول الرياضة في المدرسة الثانوية، جنبا إلى جنب مع سام روكويل وروب كوردري الذي تم عرضه في مهرجان صندانس السينمائي لعام 2009. معظم الموسم الفائز تم تصويره في مدينة نيويورك، نيويورك. ووفقا للـ إنترنت موفي داتابيز (قاعدة بيانات الأفلام على الإنترنت) الموسم الفائز وقرر عرضه بدور السينما في عام 2009. والموسم الفائز يركز على مدرب رياضة سابق تعطى إليه الفرصة لإثبات نفسه من جديد عندما يطلب منه تدريب فريق كرة سلة للفتيات بمدرسة ثانوية في بلدته، وروبرتس تلعب دور آبي، فتاة في الفريق. سوف تلعب روبرتس دور مولي مع 50 سنت وتشايس كراوفورد في فيلم اثنا عشر. الفيلم بدأ إنتاجه في مدينة نيويورك يوم 20 أبريل 2009 والمقرر أن يصدر في عام 2010. [54] روبرتس ومن المقرر أن تلعب دور أليس ليدز في الفيلم المقتبس من كتاب ذكريات مراهقة تعاني من فقد الذاكرة، والكتاب الذي يحمل نفس الاسم هو عن فتاة في المرحلة الثانوية صدمت رأسها ولا تستطيع أن تتذكر أي شيء حصل منذ الصف السادس. وفقا للموقع الإلكتروني BloodyDisgusting.com روبرتس ستكون البطلة في فيلم الرعب غريم، والذي يتحدث عن عائلة كوين التي تنتقل إلى ماربورغ، ماساتشوستس، بلدة يتبين أنها تطاردها كوابيس فظيعة ولدت من مخيلة الأخوان غريم. أيضا، فقد أعلن أن روبرتس ستكون نجمة في الفيلم القادم عيد الحب، حيث ستلعب دور فتاة تدعى جانيس، جانب النجوم، أشتون كوتشر، جيسيكا ألبا، آن هاثاواي، برادلي كوبر، جينيفر غارنر، باتريك ديمبسي وخالتها الممثلة جوليا روبرتس.

## الغناء
في عام 2005، أصدرت أول ألبوم لها غير رائع وأكثر، مما ساعدها على الحصول على الاعتراف بها كمغنية وممثلة. الألبوم صدر في 27 سبتمبر 2005 من خلال تسجيلات كولومبيا وتسجيلات نيك. كما أنه شغل منصب الموسيقى التصويرية للمسلسل التلفزيوني المحبوب، ''غير رائع''، حيث تلعب روبرتس دور البطولة. الألبوم احتل المركز 46 في قائمة أغاني الباحثين عن الإثارة التابعة للـبيلبورد لوحة. وفي سبتمبر، أغنيتان ترويجيتان تم إطلاقهم في الألبوم: «أريد أن أكون» و«الدمية». ويتضمن الألبوم العديد من الأغاني الأصلية (من بينها «الدمية» و«أريد أن أكون»، وكلاهما تم إصدارهما في فيديو كليبات، «لقد وصلت»، و«هذه أنا»، الذي شاركت في تأليفهما روبرتس)، وكذلك بعض أغنيات آدي من الموسم الأول، بما في ذلك «بانش روكر» و«حذاء جديد» (وكلاهما من حلقة الحفلة)، «94 أسبوعا (مسخ الفم المعدني)» (من حلقة «عيد البلوغ») (و «المصارع المكسيكي» (الذي سبقت أن ظهرت في ألبوم جيل سوبول لؤلؤة زهرية عام 2000، وفي حلقة اليوم 66 من غير رائع). هيذر فارس من الخدمة الموسيقية كل الموسيقا امتدحتها بقولها أنها «جديدة» و«صوتها أصيل»، وقالت أيضا أن الألبوم كان «مليئاً بالأغاني المثالية الحلوة التي غنتها فتاة صغيرة تبدو كفتاة صغيرة وليس كمغنية بوب لاذعة». خلال العام نفسه، سجلت روبرتس «لو كانت بطريقتي» للموسيقى التصويرية لفيلم ديزني لعام 2005 أميرة الثلج. في عام 2006، سجلت روبرتس أغنية تغطية «في جزيرة الشمس» التي كانت أصلا قد سجلها ويزر في عام 2001 ؛ كما سجلت أغنية تصويرية للفيلم الزمردة الذي تلعب فيه شخصية رئيسية.
وقالت روبرتس في مقابلة عام 2007، "وأنا الآن أركز على الأفلام، وأنا أستعد للبدء في تصوير فيلم جديد هذا الصيف وهو يأخذ الكثير من وقتي، وأعتقد أنني عندما أكبر قليلاً سيكون شيء بالتأكيد أريد متابعته". وفيما يتعلق باستمرار مهنة الموسيقى، قالت " يبدو أن الجميع يسجل ألبوماً الآن، فهو لا يبدو مميزاً كثيراً بعد الآن". وفي حديث آخر، قالت: "مهنتي الموسيقية هي معلقة إلى أجل غير مسمى. أنا لا أحب الناس الذين يريدون أن يصبحوا مغنيين وممثلين معاً. اعتقد أنه يجب أن اختيار أحدهما لأنك لن تستطيع أن تكون رائعاً بالاثنين معاً، بل ستكون دائماً أفضل في أحدهما دون الآخر، لذلك اختر الذي تجد أنك أفضل فيه. وسأختار أنا التمثيل.

## الحياة الشخصية
اختارت روبرتس الممثلة آن هاثاواي نموذجاً يحتذى به، والممثل روبرت غرينت واحد من ممثليها المفضلين. وقالت: "أكثر شيء له قيمة عندي، صورة موقعة من روبرت غرينت، الذي يلعب دور رون ويزلي في هاري بوتر". روبرتس قد ذكرت أيضا أنها معجبة كبيرة بالممثلة غوينيث بالترو. وقالت "لقد Netflix كل أفلام غوينيث بالترو، وأنا معجبة كبيرة بها، إنها مثلي الأعلى حالياً وأحب كريستين دانست ".وقالت إنها مثلت في الكثير من الأفلام المراهقة الرائعة والممتعة، وانها أيضا مثلت في بعض الأدوار الجدية. أحب أسلوبها في الملابس، وأعتقد أنها تبدو جميلة ومثيرة للاهتمام". وروبرتس له علاقة وثيقة مع [جوانا 'جوجو' ليفيسك] التي مثلت معها في فيلم الزمردة ومع بعض الأصدقاء لها الذين لهم برامجهم في نكلوديون ديفون ووركهايسر وجيمي لين سبيرز. بعض كتب روبرتس المفضلة تشمل أماكن أخرى من تأليف غابرييل زيفين وسلسلة هاري بوتر، وجمال رائع ورهيب تأليف ليبا براي.
أجرت روبرتس مقابلة لمجلة المراهقين الرائجة، وأشارت إلى «لقد كنت معجبة على نحو عاطفي بـنيك جوناس، ولكنه جعل نفسه هوليوودي، وأنا لا أظن أنني أحب ذلك». روبرتس أثارت جدلاً لقولها مما لفت انتباه وسائل الاعلام. روبرتس شعرت شعور سيئ بسبب التعليق فكتبت له اعتذاراً خطياً في حفل جوائز اختيار الأطفال لعام 2009. المذكرة كانت كما يلي: «نيك، أنا أحبك. عذرا عن ذاك القول». وقالت روبرتس أنها وزميلها في الفيلم الحياة مع المرض لايم روري كالكين أنهما «صديقين حميمين»، وقالت عن علاقتهما العلنية: «لم يكن حقا محرجاً. لقد تحدثنا عن ذلك من قبل، والذي جعله من الأسهل بكثير. روري هو حقاً رجل رائع. في البداية أنا كنت متوترة بالتأكيد، لم أشعر بشعور مريح، ولكن في نفس الوقت اعتقد أنها نجحت علنياً لأنها كانت من المفترض أن تكون أول مرة لنا، ونحن من المفترض ألا نعرف ماذا نفعل». وفي 15 يناير 2009 ظهرت روبرتس في البرنامج برنامج الليلة مع جاي لينو، واعترفت «لقد فشلت في اختبار القيادة ومن ثم انتهت صلاحية الرخصة، ومن ثم فشلت في امتحان الرخصة عندما أخذته مرة ثانية. لم أكن أعرف أنه يجب التوقف قبل التوجه إلى اليمين عندما تكون الإشارة حمراء، لذلك توجهت إلى المنعطف بسرعة كبيرة». روبرتس ظهرت في قائمة مجلة المراهقين الرائجة لـلأفضل في اللباس عدة مرات (يونيو 2007، سبتمبر 2008، ديسمبر 2008، فبراير 2009، مارس 2009). قالت أن بعض أفلامها المفضلة هي: جونو وملكة جمال أطفال.

## التعليم
ارتادت روبرتس مدرسة آرشر للبنات في برنتوود، كونترا كوستا، كاليفورنيا في الفترة 2004-2005 للصف السابع والثامن. وقالت روبرتس في مقابلة عام 2007 بشأن التعليم: "أوه نعم، لدي مدرس خصوصي ولدينا ثلاث ساعات من المدرسة كل اليوم. وبهذه الطريقة أستطيع أن أعمل في عملي وبعد ذلك عندما لا أدرس أو ما شابه أكون أعمل في فيلم ما. روبرتس قد أظهرت اهتماما في كليتين في نيويورك: كلية سارة لورنس، وجامعة نيويورك.

## الأعمال الخيرية \ الاستثمارات
في عام 2006، أصبحت روبرتس المتحدثة باسم دووني & بورك، وصممت حقيبة يد خاصة بها تحت ماركة دووني وبورك، اسمها «حقيبة إيما». وفي فبراير 2009، عينت في منصب سفير العلامة التجارية لنيوتروجينا، وقالت إنها سوف تمثل في إعلانات الشركة ومطبوعاتها. وقالت روبرتس في مقابلة في الموقع الإلكتروني JustJaredJr.com عن كونها الوجه الجديد لـنيوتروجينا : «انه من المهم بالنسبة لي أن أعمل مع نيوتروجينا لأنهم يغرسون الثقة والجمال في النساء الشابات». روبرتس كانت المتحدثة باسم يوم «اترك كل شيء واقرأ» السنوي القومي الثاني يوم 12 أبريل 2007. روبرتس تنوي المشاركة في صندوق أبحاث سرطان الأطفال في لوس أنجلوس. وقالت: «أنا يشرفني أن أكون سفيرة للسنة الرابعة على التوالي، من أجل الصندوق. أصبح تقليداً مهماً بالنسبة لي وأنا أتطلع إلى رؤية جميع الأطفال الرائعين».

## الفيلموغرافيا

### الأفلام
| السنة | الفيلم                      | الدور                 |
| ----- | --------------------------- | --------------------- |
| 2001  | ضربة                        | كريستينا جانغ الصغيرة |
| 2006  | شريك جاسوس                  | أميليا جانغ           |
| 2006  | الزمردة                     | كلير                  |
| 2007  | نانسي درو                   | نانسي درو             |
| 2008  | الطيران قبل عيد الميلاد     | ويلما                 |
| 2008  | الطفل الجامح                | بوبي مور              |
| 2009  | فندق للكلاب                 | آندي                  |
| 2009  | الحياة مع المرض لايم        | آدريانا براج          |
| 2010  | عيد الحب                    | غرايس سمارت           |
| 2010  | 4.3.2.1 ويبدأ العد التنازلي | جوان                  |
| 2011  | الصرخة 4                    | جيل روبرتس            |
| 2011  | في اجتياز الحياة            | سالي هو               |
| 2013  | نحن آل ميلز                 | كيسي                  |
| 2014  | بالو التو                   | ابريل                 |
| 2015  | أشبي                        | إيلويس                |
| 2016  | جرأة                        | فينوس                 |
| 2017  | فبراير                      | جوان                  |
| 2018  | في علاقة                    | هالي                  |
| 2018  | ايطاليا الصغيرة             | نيكي                  |
| 2019  | تلال الجنة                  | اوما                  |
| 2020  | هوليديت                     | سلون بنسون            |

### التلفزيون
| سنة       | البرنامج | دور       |
| --------- | -------- | --------- |
| 2004-2007 | غير رائع | آدي سينجر |

### الألبومات
- غير رائع وأكثر 27 سبتمبر 2005[6]

### الجوائز
| السنة | النتيجة | الجائزة                | الفئة                                                                     | العمل المرشح |
| ----- | ------- | ---------------------- | ------------------------------------------------------------------------- | ------------ |
| 2005  | رشحت    | جائزة اختيار المراهقين | دور مندلع لأنثى في مسلسل تلفزيوني                                         | [غير رائع    |
| 2005  | رشحت    | جائزة الفنان الشاب     | أفضل أداء في مسلسل تلفزيوني (دراما أو كوميديا) - لممثلة شابة بطلة المسلسل | غير رائع     |
| 2005  | رشحت    | جائزة الفنان الشاب     | أداء رائع من فنان شاب في مسلسل تلفزيوني                                   | غير رائع     |
| 2006  | رشحت    | جائزة الفنان الشاب     | أفضل أداء جماعي من ممثلين شباب في مسلسل تلفزيوني                          | غير رائع     |
| 2007  | رشحت    | جائزة اختيار الأطفال   | الممثلة المفضلة في التلفزيون                                              | غير رائع     |
| 2007  | رشحت    | جائزة اختيار المراهقين | اختيار ممثلة كوميدية في التلفزيون                                         | غير رائع     |
| 2007  | رشحت    | جائزة اختيار المراهقين | دور مندلع لفتاة في فيلم                                                   | نانسي درو    |
| 2007  | رشحت    | جائزة اختيار المراهقين | اختيار ممثلة في فيلم كوميدي                                               | نانسي درو    |
| 2007  | فازت    | جائزة الممثل الشاب     | أفضل أداء في فيلم روائي - ممثلة شابة مساندة                               | زمردة        |
| 2007  | فازت    | شووست                  | ممثلة الغد                                                                | نفسها        |
| 2008  | رشحت    | جائزة اختيار الأطفال   | الممثلة المفضلة في التلفزيون                                              | غير رائع     |
| 2008  | رشحت    | جائزة الفنان الشاب     | أفضل أداء في مسلسل تلفزيوني - لممثلة شابة بطلة المسلسل                    | غير رائع     |
| 2008  | رشحت    | جائزة الفنان الشاب     | أفضل أداء جماعي من ممثلين شباب في مسلسل تلفزيوني                          | غير رائع     |
| 2008  | رشحت    | جائزة الفنان الشاب     | أفضل أداء في فيلم روائي - لممثلة شابة بطلة في المسلسل                     | نانسي درو    |
| 2008  | رشحت    | جائزة الفنان الشاب     | أفضل أداء في فيلم روائي - لطاقم تمثيل شاب                                 | نانسي درو    |

## وصلات خارجية
- إيما روبرتس على موقع IMDb (الإنجليزية)
- إيما روبرتس على موقع ميتاكريتيك (الإنجليزية)
- إيما روبرتس على موقع روتن توميتوز (الإنجليزية)
- إيما روبرتس على موقع مونزينجر (الألمانية)
- إيما روبرتس على موقع قاعدة بيانات الأفلام العربية
- إيما روبرتس على موقع ألو سيني (الفرنسية)
- إيما روبرتس على موقع ميوزك برينز (الإنجليزية)
- إيما روبرتس على موقع أول موفي (الإنجليزية)
- إيما روبرتس على موقع بوكس أوفيس موجو (الإنجليزية)
- إيما روبرتس على موقع قاعدة بيانات الأفلام السويدية (السويدية)